# Samuel Arvidsson
Samuel Arvidsson, född 9 november 1767 i Veddige församling, Hallands län, död 23 mars 1843 i Göteborg (Domkyrkoförsamlingen), var en svensk grosshandlare och riksdagsledamot.
Samuel Arvidsson verkade som grosshandlare i Göteborg. Han var riksdagsledamot i borgarståndet för Göteborg, Varbergs stad och Kungälvs stad vid urtima riksdagen 1810 och för Göteborgs stad vid urtima riksdagen 1817/18. Vid riksdagen 1810 var han bland annat ledamot i hemliga utskottet, bankoutskottet och det förstärkta statsutskottet, och 1817/18 var han bland annat ledamot i statsutskottet.